# Oscar Nussio
Oscar Nussio (geb. am 31. Juli 1899 in Ardez GR; gest. am 15. Mai 1976 in Greifensee ZH) war ein Schweizer Maler und Holzbildhauer.

## Leben
Oscar Nussio studierte nach seiner Jugendzeit im bündnerischen Bergdorf Ardez an der Kunstakademie Brera in Mailand. Er lebte und arbeitete bis 1936 in Sur En, einem Weiler im Unterengadin. Sein jüngerer Bruder Otmar war ein bekannter Dirigent und Komponist. Nach einer längeren Studienreise nach Amsterdam lebte Oscar Nussio drei Jahre in Herrliberg und anschliessend in Greifensee, wo er auch starb.

## Werk
Sein Werk umfasst neben Portraits und Landschaftsbildern auch Karikaturen, die als Illustrationen für verschiedene Artikel veröffentlicht wurden. 
In öffentlichem Besitz sind die Bilder:
- alla fontana (1930, Öl) Kanton Zürich
- Bildnis von Bundesrat Calonder (1931, Öl) Rätisches Museum Chur
- Maloja (um 1938, Öl) Schweiz. Eidgenossenschaft

Seine Bilder werden auch heute noch an Auktionen, zu Preisen bis SFr. 10'000. gehandelt.